# 월남 (북한)
월남(越南)은 조선민주주의인민공화국의 정치 체제나 경제에 실망하여 한반도의 군사 분계선(한국 전쟁이전에는 북위 38도선)을 넘어 대한민국으로 들어오는 것을 말한다. 흥남 철수때처럼 대한민국 군이 북진하였다가 후퇴할 때 대한민국 군을 따라 남한지역으로 들어온 것도 포함한다.
한국전쟁 이전에는 북한이 더 잘 살았지만 종교인이나 지주에 대한 박해로 인해 월남을 하여 대한민국을 조국으로 선택하는 사람이 많았다.
해방 이후 6.25 전쟁까지 북한의 사회주의, 공산주의를 피해 약 4~5백만명 이상이 월남한 것으로 추정되며, 소련 해체 이후 발생하는 탈북자와는 기준이 다르다. 북한에서는 현지에 남은 월남자 출신 가족들을 적대계층이라 부르며 차별대우하고 있다. 
다른나라에서도 베트남 사회주의 공화국의 체제에 실망을 하여 베트남 민주 공화국인 남베트남으로 월남하는 사람이 있는데 이것도 역시 월남이다.

## 같이 보기
- 북한이탈주민